# 東萊区

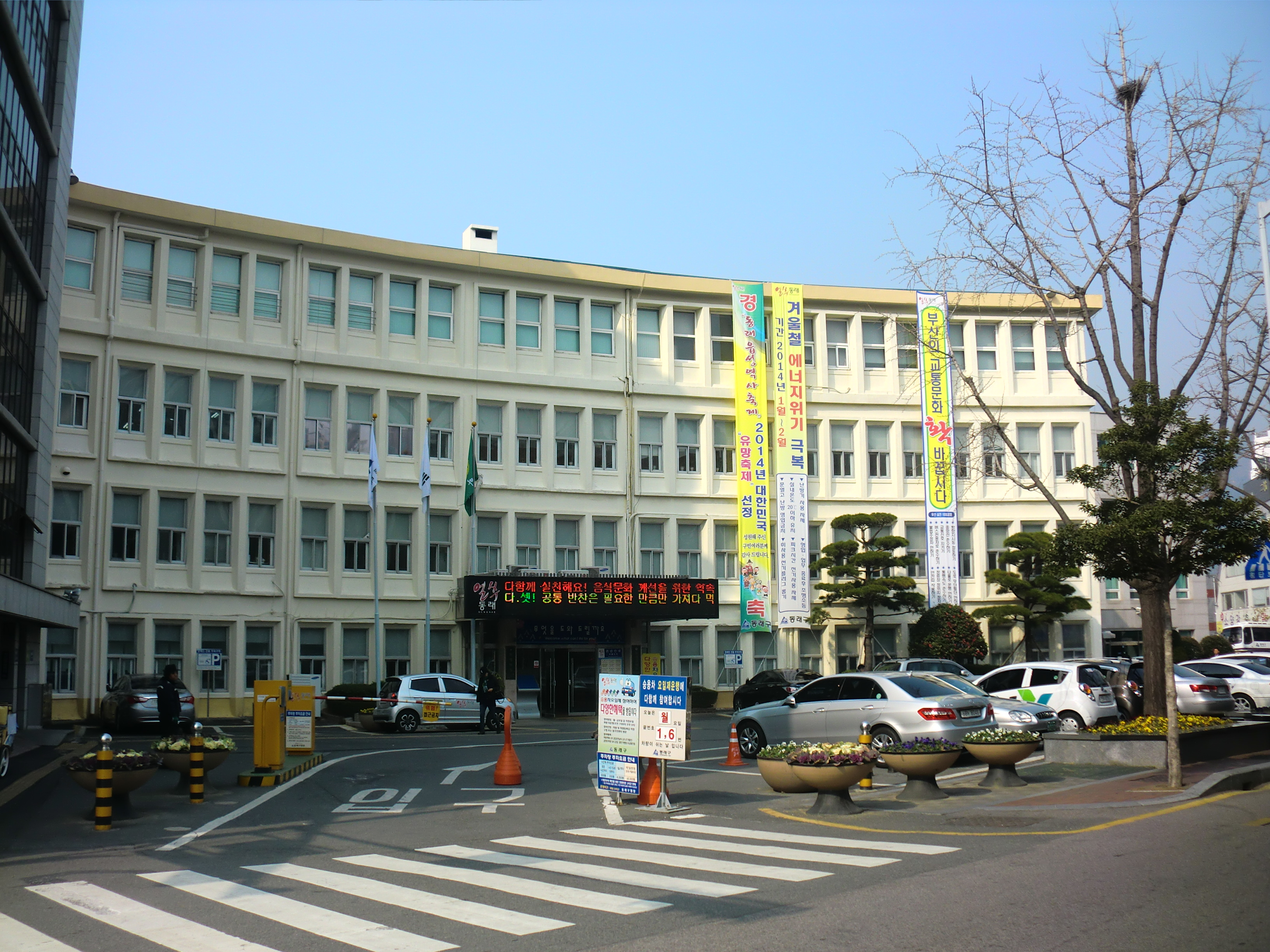
東萊区庁

東萊区（トンネく）は、大韓民国釜山広域市の中央部に位置する区。

## 地理
北で金井区、西に山を隔てて北区・釜山鎮区、南で蓮堤区、東で海雲台区に境を接する。
北から流れる温泉川は区の中央部を南に流れて方向を東に変え、蓮堤区との境界をなして水営江に合流する。東萊温泉は温泉川の西側にある。
東萊温泉がある。朝鮮王朝時代に現在の釜山広域市一帯を管轄した東萊府が置かれた場所で、邑城や郷校などの遺跡もある。

## 歴史
新羅以降、現在の釜山広域市域の大部分を管轄する東萊郡（東萊府）が置かれ、その行政の中心が本区にあった。東萊府は中世から近世にかけての日朝外交の場となった。
近代に入ると、釜山が港湾都市として発展を遂げる一方、東萊では温泉を中心に保養地・住宅地として開発が進められ、1930年に東萊邑となった。1942年に釜山府に編入された。
1957年に発足した東萊区は、現在の水営区・海雲台区・金井区・蓮堤区も含む広大な区であったが、分区によって中心部のみを管轄地域としている。
年表
- 1914年4月1日 - 釜山府から分離、東萊郡が置かれる。
- 1931年4月1日 - 東萊郡東萊面が東萊邑に昇格。
- 1942年10月1日 - 東萊郡東萊邑が釜山府に編入。
- 1951年9月1日 - 東萊出張所が発足。
- 1957年1月1日 - 釜山市寿安洞・福泉洞・明倫洞・漆山洞・楽民洞・温泉洞・社稷洞・巨堤洞・蓮山洞・安楽洞・盤如洞・鳴蔵洞・書洞・五倫洞・釜谷洞・錦糸洞・回東洞・石坮洞・盤松洞・長箭洞・南川洞・水営洞・望美洞・広安洞・民楽洞・栽松洞・佐洞・中洞・右洞の区域をもって、釜山市東萊区を設置。
- 1963年1月1日 - 慶尚南道東萊郡北面および機張面の一部を編入。
- 1975年10月1日 - 南川洞・水営洞・望美洞・広安洞・民楽洞が南区に編入。
- 1976年4月9日 - 海雲台出張所が市直轄出張所に昇格。
- 1980年4月1日 - 佐洞・中洞・右洞・松亭洞・石坮洞・盤如洞・盤松洞・栽松洞が海雲台区として分立。
- 1988年1月1日 - 書洞・錦糸洞・五倫洞・釜谷洞・長箭洞・回東洞・仙洞・杜邱洞・老圃洞・青龍洞・南山洞・久瑞洞・金城洞が金井区として分立。
- 1995年3月1日 - 蓮山洞・巨堤洞が蓮堤区として分立。

## 行政

行政区域図

行政洞は14洞、法定洞は9洞からなる。区庁は福泉洞（福山洞）にある。区庁長は崔賛起（チェ・チャンギ/최찬기）。
| 行政洞                                | 法定洞         |
| ------------------------------------- | -------------- |
| 寿民洞（スミンドン）                  | 楽民洞、寿安洞 |
| 福山洞（ポクサンドン）                | 漆山洞、福泉洞 |
| 明倫洞（ミョンニュンドン）            | 明倫洞         |
| 温泉第1洞（オンチョンジェイルトン）   | 温泉洞         |
| 温泉第2洞（オンチョンジェイドン）     | 温泉洞         |
| 温泉第3洞（オンチョンジェサムドン）   | 温泉洞         |
| 社稷第1洞（サジクチェイルトン）       | 社稷洞         |
| 社稷第2洞（サジクチェイドン）         | 社稷洞         |
| 社稷第3洞（サジクチェサムドン）       | 社稷洞         |
| 安楽第1洞（アルラクチェイルトン）     | 安楽洞         |
| 安楽第2洞（アルラクチェイドン）       | 安楽洞         |
| 鳴蔵第1洞（ミョンジャンジェイルトン） | 鳴蔵洞         |
| 鳴蔵第2洞（ミョンジャンジェイドン）   | 鳴蔵洞         |

警察
- 釜山東萊警察署

消防
- 東萊消防署
  - 寿安119安全センター
  - 温泉119安全センター
  - 社稷119安全センター
- 金井消防署
  - 書洞119安全センター

## 交流都市
- 上海市虹口区
  - 1997年5月23日 － 姉妹結縁締結
- 高敞郡
  - 1997年6月28日 － 姉妹結縁締結

## 教育
高等学校
- 金井高等学校

小中学校
- 社稷中学校
- 社稷小学校

## 交通
- 韓国鉄道公社東海線
  - 東萊駅 - 安楽駅 - 釜山院洞駅[2]
- 釜山都市鉄道1号線
  - 東萊駅 - 明倫駅 - 温泉場駅
- 釜山都市鉄道3号線
  - 社稷駅 - 美南駅
- 釜山都市鉄道4号線
  - 美南駅 - 東萊駅 - 寿安駅 - 楽民駅 - 忠烈祠駅 - 鳴蔵駅

## 施設

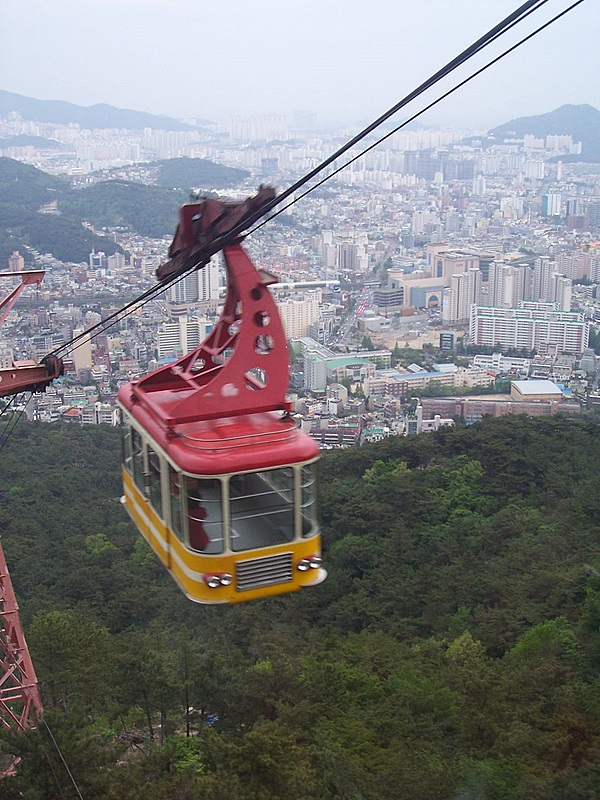
金剛ケーブルカー

- 東萊温泉
- 金剛ケーブルカー
- 東萊郷校
- 東萊邑城
- 社稷野球場
- 禹長春博士記念館